# NGC 2339

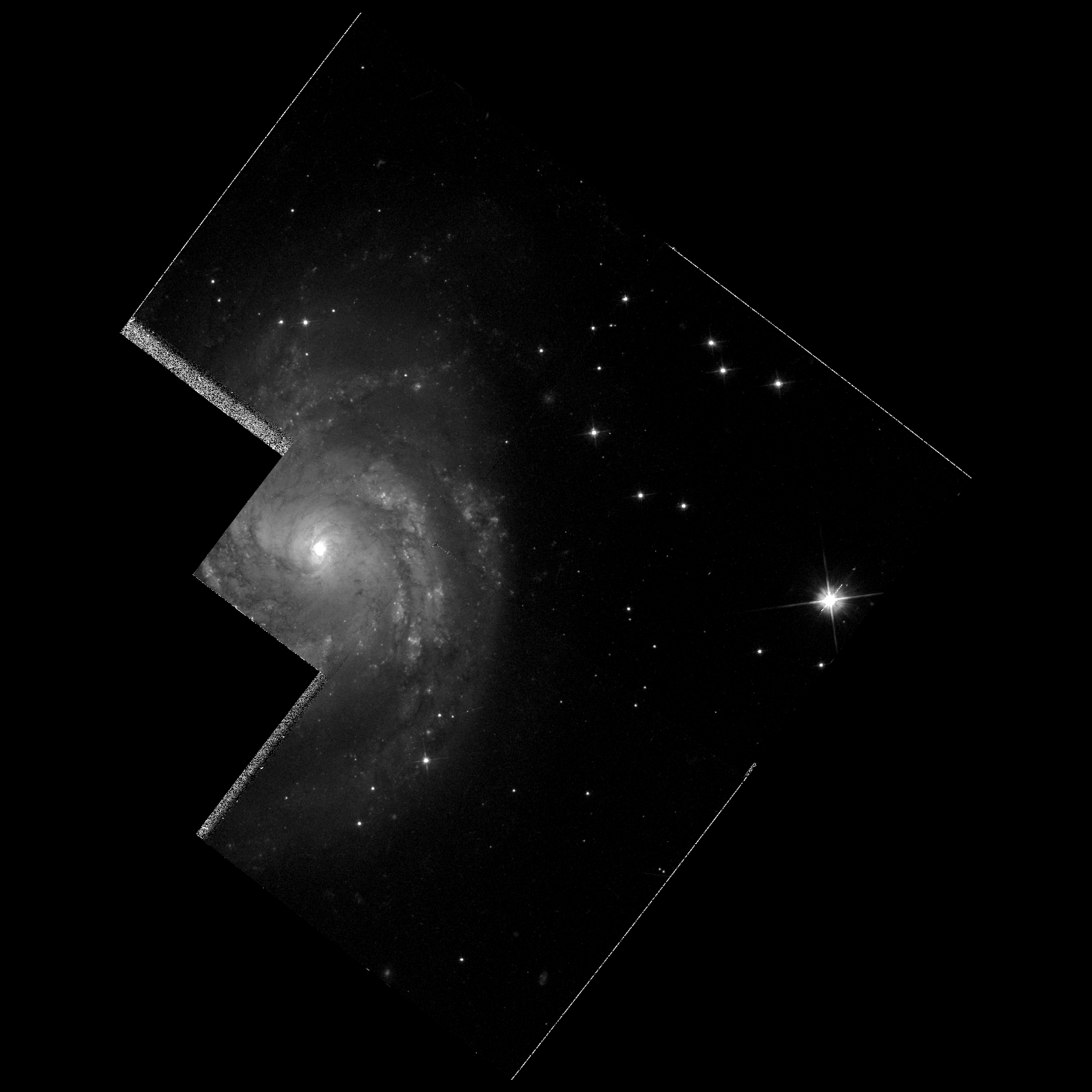
NGC 2237 par le télescope spatial Hubble. Aucune barre d'étoiles n'est visible sur cette image.

NGC 2339 est une galaxie spirale intermédiaire située dans la constellation des Gémeaux. NGC 2339 été découvert par l'astronome germano-britannique William Herschel en 1789.

## Caractéristiques
Wolfgang Steinicke et le professeur Seligman classent cette galaxie comme une spirale barrée, mais le gros plan réalisé par le télescope spatial Hubble ne montre la présence d'aucune barre au centre de cette galaxie. NGC 2339 est une galaxie à noyau actif (AGN).

### Distance
Sa vitesse par rapport au fond diffus cosmologique est de 2 409 ± 11 km/s, ce qui correspond à une distance de Hubble de 35,5 ± 2,5 Mpc (∼116 millions d'al).
À ce jour, une vingtaine de mesures non basées sur le décalage vers le rouge (redshift) donnent une distance de 30,245 ± 4,968 Mpc (∼98,6 millions d'al), ce qui est à l'intérieur des valeurs de la distance de Hubble. Notons cependant que c'est avec la valeur moyenne des mesures indépendantes, lorsqu'elles existent, que la base de données NASA/IPAC calcule le diamètre d'une galaxie et qu'en conséquence le diamètre de NGC 2339 pourrait être d'environ 31,9 kpc (∼104 000 al) si on utilisait la distance de Hubble pour le calculer.

### Luminosité dans l'infrarouge
La luminosité de la galaxie NGC 2339 dans l'infrarouge lointain (de 40 à 400 µm)  est égale à 4,47 × 1010 {\displaystyle L_{\odot }} (1010,65{\displaystyle L_{\odot }}) et sa luminosité totale dans l'infrarouge (de 8 à 1 000 µm) est de 5,75 × 1010 {\displaystyle L_{\odot }} (1010,76{\displaystyle L_{\odot }}).